# Хайнрих I фон Бланкенбург-Регенщайн
Хайнрих I фон Бланкенбург-Регенщайн (на немски: Heinrich I von Blankenburg-Regenstein; * ок. 1150/1175 в замък Регенщайн при Бланкенбург, Саксония, Прусия; † 1241/сл. 1245) е граф на Бланкенбург и Регенщайн в Харц.

## Произход
Той е син на граф Зигфрид фон Бланкенбург († сл. 1182, Палестина). Баща му прави поклонение с Хайнрих Лъв и не се връща обратно.
Брат е на Зигфрид II фон Бланкенбург († 1238/1245), граф на Бланкенбург.

## Фамилия
Хайнрих I фон Бланкенбург-Регенщайн се жени за фон Полебен (* ок. 1156, Полебен, Саксония, Прусия). Те имат децата:
- Хайнрих II фон Бланкенбург-Регенщайн (* пр. 1212; † сл. 1219)
- Дитрих фон Бланкенбург (* пр. 1219; † сл. 1231), катедрален кантор в Халберщат (1219 – 1221)
- Улрих I фон Регенщайн (* ок. 1184; † между 24 юни 1265 – 5 юни 1267), женен I. за Матилда, II. пр. 1236 г. за графиня Лукард (Лукхарда) фон Грибен (* ок. 1198; † 12 юли 1273 – 9 януари 1280), дъщеря на граф Ото фон Грибен-Щайн († 1215)
- Зигфрид I фон Регенщайн († 12 март 1245), граф на Регенщайн, женен сл. 1235 г. за София фон Анхалт († 28 ноември 1272 – 15 януари 1274), дъщеря на княз Хайнрих I фон Анхалт-Ашерслебен († 1252) и ландграфиня Ирмгард от Тюрингия († ок. 1244)